# Per Høst
Per Clement Høst, född 5 december 1907 i Kristiania (nuvarande Oslo), död 27 december 1971, var en norsk zoolog och filmproducent. I mitten av 1930-talet började Høst producera dokumentärfilmer. Efter andra världskriget inriktade han sig uteslutande mot filmarbetet och blev med tiden en av Norges mest framstående dokumentärfilmare. Hans specialitet var rese- och naturfilmer.
Høst var son till styrman Hans Andreas Høst (1874–1944) och fiskmatstillverkaren Ragna Julie Pedersen Svenneby (1872–1959). Han var gift första gången 1941–1948 med Rita Thornborg och andra gången 1951–1960 med Ann Mari Strugstad Rolf, dotter till Ernst Rolf.

## Filmografi
- 1950 – Förbjuden djungel
- 1953 – Naturen og eventyret
- 1954 – Ecuador
- 1955 – Galápagos – de förtrollade öarna
- 1957 – Same-Jakki – viddernas folk